# Macrosteles lividus
Macrosteles lividus är en insektsart som först beskrevs av Edwards 1894.  Macrosteles lividus ingår i släktet Macrosteles, och familjen dvärgstritar. Arten är reproducerande i Sverige.